# Danae szerelme
A Danae szerelme (Die Liebe der Danae, Op.83, TrV 278) Richard Strauss háromfelvonásos operája, az opera szövegkönyvét Joseph Gregor írta Hugo von Hofmannsthal 1920-ban írt vázlata, a "Danae avagy az érdekházasság" alapján készült. Strauss 1937-ben, 1938-ban és 1939-ben dolgozott a partitúrán, bár előre el volt foglalva a Dafné befejezésével, Gregorral való ötletek kidolgozásával és végül a Capriccio librettistájaként való helyettesítésével, majd belehalt egy betegségbe, ami több hónapos halasztást okozott 1940-ben. Az opera végül 1940. június 28-án fejeződött be.
Ősbemutatójára először 1944. augusztus 16-án, majd a szerző halála után 1952. augusztus 14-én, a Salzburgi Fesztiválon a Ház Mozartban (Haus für Mozart) került sor.
Azonban számos ok miatt, köztük Strauss azon felfogása miatt, hogy az Árnyék nélküli asszony kudarcát, ahogy ő fogalmazta, az okozta, hogy "túl korán a legutóbbi háború után vitték a német mozikba", a zeneszerző visszautasította. Hogy Clemens Krauss, akinek garantálta az első előadások vezénylésének jogát, a háború után két évig színpadra állíthassa.
Az opera zseniális keveréke a vígjátéknak és a görög mitológiának, és a záró felvonás "az opera legjobb zenéjét tartalmazza, ezt Strauss is elismerte".

## Az opera keletkezése
Ellentmond annak, hogy eredetileg nem engedélyezte az első előadást a háború után, úgy tűnik, hogy Strauss már 1942 novemberében engedélyt adott Clemens Kraussnak, hogy a Salzburgi Fesztivál részeként előadja az operát. A zeneszerzőnek írt levelében Krauss kijelenti, hogy "ezután elhozom a művet az első előadásra az Ön 80. születésnapja alkalmából", amelyre 1944. június 11-én kerül sor.
1944. augusztus közepén rendezték meg az előadásokat, de az Adolf Hitler meggyilkolására irányuló Valkűr hadműveletet követően Joseph Goebbels „totális háborút” hirdetett, és bezárta a Harmadik Birodalom összes színházát, aminek következtében a művet nem engedték nyilvános színre. A nácik azonban engedélyezték, hogy Salzburgban egyetlen ruhapróbát tartsanak Clemens Krauss vezényletével augusztus 16-án, hogy Strauss és a meghívott közönség hallhassa a művet. A zárt körű bemutató előtti zenekari próbán Strauss lesétált a zenekari korláthoz, hogy figyelmesen hallgassa az utolsó felvonás gyönyörű befejező közjátékát. Rudolf Hartmann, az opera eredeti producere így írt az esetről:
A második jelenet (3. felvonás) vége felé Strauss felállt, és lement a bódék első sorába. Összetéveszthetetlen feje magányos sziluettben állt ki a gödörből felszálló fényben. A bécsiek az utolsó jelenet előtti csodálatos közjátékot („Jupiter lemondása”, Strauss nevezte egyszer) felülmúlhatatlanul széphangzással játszották. Meglehetősen mozdulatlanul, minden mást teljesen figyelmen kívül hagyva állt és hallgatta.
Hartmann a továbbiakban leírta, hogy az előadás folytatása közben a jelenet szemtanúi (voltak)
Mélységesen megindított és felkavart a mélységünkig, érzékelte istenségünk, művészetünk szinte fizikai jelenlétét. Mélységes csend néhány pillanata következett, miután az utolsó hangjegyek elhaltak. Krauss néhány mondatban felvázolta ezeknek az utolsó napoknak a jelentőségét Salzburgban. Strauss átnézett a gödör korlátján, hálás gesztusként felemelte a kezét, és könnyektől fojtott hangon szólt a zenekarhoz: „Talán találkozunk még egy jobb világban”. Nem tudott többet mondani. Csendben és mélyen meghatottan, mindenki mozdulatlanul maradt, amikor elhagyta a nézőteret.
Az utóbbi években a mű csak szórványos előadásokat kapott, elsősorban jelentős hangigénye és színpadi rendezéseinek összetettsége miatt. Ennek ellenére a Strauss ínyencek általában különös tekintettel vannak a műre. A kiváló kritikus és Strauss-életrajzíró, Michael Kennedy ezt írta:
,,A sok téma és motívum kezelése elképesztően ötletes, a zenekari színek izzanak és ragyognak – görög arannyal és mediterrán napfénnyel. A Danae szerelme nem érdemli elhanyagolását. A harmadik felvonás önmagában az elsőrangú Strauss kategóriájába emeli.”
Az első nyilvános előadás, szintén Krauss vezényletével, a Kleines Festspielhausban volt a Salzburgi Fesztivál idején, 1952. augusztus 14-én, Strauss 1949-es halála után. Ezután a londoni Királyi Operaházban adták 1953. szeptember 16-án, Rudolf Kempe vezényletével.

## Szereplők
| Szerep                                                 | Hangnem            |
| ------------------------------------------------------ | ------------------ |
| Jupiter                                                | bariton            |
| Merkúr                                                 | tenor              |
| Pollux, Eos királya                                    | tenor              |
| Danae, a lánya                                         | szoprán            |
| Xanthippé, a szolgája                                  | szoprán            |
| Midász, Lydia királya                                  | tenor              |
| Semele, királynő                                       | szoprán            |
| Európa, királynő                                       | szoprán            |
| Alkméne, királynő                                      | mezzoszoprán       |
| Léda, királynő                                         | kontraalt          |
| Négy király, Pollux unokatestvérei                     | 2 tenor, 2 basszus |
| Négy őr                                                | basszus            |
| Pollux és Danae hitelezői, szolgái és követői, emberek |                    |

## Az opera cselekménye
Danae, akinek apja, Pollux király csődbe került, és hitelezők sújtották, gazdag férjről álmodik, aranyesőben. A királyi követek azzal a hírrel térnek vissza, hogy Midasz, aki mindent arannyá változtathat, beleegyezett Danae udvarába, és bejelentették érkezését a kikötőbe. Danae fogad egy idegent, aki Midasz a saját szolgájának álcázva. Furcsán egymáshoz vonzódva továbbmennek a kikötőbe, ahol az állítólagos Midasz király (valójában Jupiter egy másik női hódításra törekvő) köszönti Danaét. Jupiter Danae-val való házasságára készül, de félve, hogy felesége, Juno felfedezi, kényszeríti Midaszt, hogy helyettesítse őt a szertartáson. Amikor Danae és Midasz összeölelkezik, aranyszoborrá változik, és Jupiter isteni menyasszonyának tekinti. Bárhogy is szólítja hangja a halandó Midaszt, visszatér az életbe, és a szerelmesek eltűnnek a sötétben. Jupiter bejelenti, hogy a szegénység átkozott lesz. Midasz, aki visszatért korábbi létezéséhez, mint szamárhajtó, felfedi Danae-nek Jupiterrel kötött szerződését, de Danae elismeri, hogy szívét inkább a szerelem, mint az aranyköpenye nyerte meg. Jupiter aranyzáporral fizeti ki Pollux hitelezőit, és ráébredve, hogy Danae sokkal több, mint egy múló szerelmi képzelet, kétségbeesett utolsó kísérletet tesz, hogy visszaszerezze őt. A lány azonban egy hajcsatot ad neki, az utolsó aranyvagyonát, és az isten megindító búcsúval fogadja elvesztését.